# Jorge Antonio Ortiz Ortiz
Jorge Antonio Ortíz Ortíz (Concepción, 1 de junio de 1984) es un exfutbolista boliviano. Se desempeñaba como centrocampista y su último club fue Real Santa Cruz.

## Selección nacional
Debutó con la selección boliviana a los 23 años el 28 de marzo de 2007 contra Sudáfrica.
Con la selección ha participado en la Copa América 2007.

### Participaciones en la Copa América
| Copa              | Sede      | Resultado    | PJ | G |
| ----------------- | --------- | ------------ | -- | - |
| Copa América 2007 | Venezuela | Primera fase | 1  | 0 |

## Clubes
| Club              | País      | Año         |
| ----------------- | --------- | ----------- |
| Puerto Nuevo      | Argentina | 2002-2003   |
| Blooming          | Bolivia   | 2004-2007   |
| Bolívar           | Bolivia   | 2008        |
| The Strongest     | Bolivia   | 2009-2010   |
| Blooming          | Bolivia   | 2011-2014   |
| Oriente Petrolero | Bolivia   | 2014-2016   |
| Jorge Wilstermann | Bolivia   | 2016-2021   |
| Real Santa Cruz   | Bolivia   | 2022 - 2023 |

## Palmarés

### Títulos nacionales
| Título           | Club              | Año           |
| ---------------- | ----------------- | ------------- |
| Primera División | Jorge Wilstermann | Apertura 2018 |
| Primera División | Jorge Wilstermann | Clausura 2019 |